# مؤسسه مشترک تحقیقات هسته‌ای
مؤسسه مشترک تحقیقات هسته‌ای (به روسی: Объединённый институт ядерных исследований, ОИЯИ)) در شهر دوبنا در استان مسکو (۱۱۰ کیلومتری شمال مسکو) در روسیه،  یک مرکز بین‌المللی تحقیقات علوم هسته‌ای با کادر ۵۵۰۰ نفر است. در این گروه ۱۲۰۰ تن از آنان پژوهش‌گرانی هستند که ۱۰۰۰ تن در سطح علمی پی‌اچ‌دی Ph. Ds از هجده کشور عضو (از جمله ارمنستان جمهوری آذربایجان بلاروس و قزاقستان) در میان آن‌ها وجود دارد. با این حال بیشتر دانشمندان این مؤسسه دانشمندان برجستهٔ روسی هستند.

## آزمایشگاه‌ها
این مؤسسه دارای هفت آزمایشگاه است که هر یک تخصص خود را دارند. تخصص‌ها عبارتند از: فیزیک نظریبا فیزیک انرژی بالا (فیزیک ذرات) با یون سنگین فیزیک ماده چگال فیزیک هسته ای، واکنش نوترون فیزیک و فناوری اطلاعات. این مؤسسه همچنین دارای یک بخش برای مطالعهٔ تابش و تحقیقات رادیوبیولوژی و دیگر ویژه‌موردهای آزمایش‌های فیزیک تجربی است.
کارافزارهای اصلی پژوهشی در این مؤسسه شامل یک ابررسانای نوکلوترونِ شتاب‌دهنده ذرات (انرژی: ۷ GeV)، سه سیکلوترون همگون (isochronic cyclotrons) (120 و ۱۴۵، ۶۵۰ میلیونالکترون‌ولت MeV)، یک فازوترون (۶۸۰ میلیون الکترون‌ولت)؛phasotron، و یک سینکروفازترون ۴ گیگاالکترون‌ولت (synchrophasotron) است. این سایت دارای یک راکتور نوترونی پالس سریع (۱۵۰۰MW پالس) با نوزده مرتبط ابزار دریافت پرتوهای نوترونی است.
این مؤسسه به تولید عناصر مصنوعی سنگین مثل تنسین با عدد اتمی ۱۱۷ و اوگانسون با عدد اتمی ۱۱۸ می‌پردازد.

## دانشمندان مهم
- الکساندر بالدین
- وانگ گانچانگ، پدر فیزیک اتمی چین و تسلیحات اتمی چین
- یوری اوگانسیان، که سنگین‌ترین عنصر جهان با عدد اتمی ۱۱۸ به افتخارش اوگانسون نامیده شده‌است.
- برونو پونته‌کوروو، داشمند ایتالیایی- روسی محقق در زمینه نوترینو
- گئورگی فلروف، اولین مشاهده گر واپاشی هسته‌ای شکافت خود به خود
- کنستانتین پیترژاک، اولین مشاهده گر واپاشی هسته‌ای شکافت خود به خود به همراه گئورگی فلروف
- لیا فرانک، کشف تابش چرنکوف، جایزه نوبل فیزیک به همراه گئورگی فلروف